# 江逢治
江逢治（1889年—1930年），祖籍广东紫金，生于上海。1912年毕业于上海同济德文医学堂医预科头班，同年留学德国哥廷根大学，1914年入柏林大学医学院，1915年4月，获医学博士学位。旋在柏林皇家外科医院、妇科医院任医师。次年回国，在上海设诊行医。1916年，与同济校友筹建中华德医学会，被推举为首任会长。1918中华德医学会创办上海同德医学专门学校(同德医学院前身)，又被推为校长，任职7年，任内，创设附属同德医院，聘康有为等为校董。江氏行医、办学之余，创设江逢治制药公司，生产防疫和营养药品应市。